# لیگ فوتبال ۹۲–۱۸۹۱

لیگ فوتبال ۹۲–۱۸۹۱ چهارمین دوره لیگ فوتبال انگلستان بود. این همچنین آخرین فصلی بود که لیگ در یک دسته برگزار می شد. در این فصل ساندرلند برای نخستین بار قهرمان شد. تیم‌های استوک سیتی و دارون از لیگ فوتبال آلیانس به مسابقات وارد شدند. دارون با ۱۱۲ گل خورده در رده آخر قرار گرفت.

## جدول نهایی لیگ[۲][۳]
جدول نهایی با تفکیک جدول دور رفت و برگشت و جدول کلی
| رده | تیم                | بازی |  | برد | مساوی | باخت | گل زده | گل خورده |  | برد | مساوی | باخت | گل زده | گل خورده |  | گل زده | گل خورده | میانگین گل | تفاضل گل |  | امتیاز |
| --- | ------------------ | ---- |  | --- | ----- | ---- | ------ | -------- |  | --- | ----- | ---- | ------ | -------- |  | ------ | -------- | ---------- | -------- |  | ------ |
| ۱   | ساندرلند           | ۲۶   |  | ۱۳  | ۰     | ۰    | ۵۵     | ۱۱       |  | ۸   | ۰     | ۵    | ۳۸     | ۲۵       |  | ۹۳     | ۳۶       | ۲٫۵۸۳      | +۵۷      |  | ۴۲     |
| ۲   | پرستون نورث اند    | ۲۶   |  | ۱۲  | ۰     | ۱    | ۴۲     | ۸        |  | ۶   | ۱     | ۶    | ۱۹     | ۲۳       |  | ۶۱     | ۳۱       | ۱٫۹۶۸      | +۳۰      |  | ۳۷     |
| ۳   | بولتون واندررز     | ۲۶   |  | ۹   | ۲     | ۲    | ۲۹     | ۱۴       |  | ۸   | ۰     | ۵    | ۲۲     | ۲۳       |  | ۵۱     | ۳۷       | ۱٫۳۷۸      | +۱۴      |  | ۳۶     |
| ۴   | استون ویلا         | ۲۶   |  | ۱۰  | ۰     | ۳    | ۶۳     | ۲۳       |  | ۵   | ۰     | ۸    | ۲۶     | ۳۳       |  | ۸۹     | ۵۶       | ۱٫۵۸۹      | +۳۳      |  | ۳۰     |
| ۵   | اورتون             | ۲۶   |  | ۸   | ۲     | ۳    | ۳۲     | ۲۲       |  | ۴   | ۲     | ۷    | ۱۷     | ۲۷       |  | ۴۹     | ۴۹       | ۱٫۰۰۰      | ±۰       |  | ۲۸     |
| ۶   | ولورهمپتون واندررز | ۲۶   |  | ۸   | ۲     | ۳    | ۳۴     | ۱۵       |  | ۳   | ۲     | ۸    | ۲۵     | ۳۱       |  | ۵۹     | ۴۶       | ۱٫۲۸۳      | +۱۳      |  | ۲۶     |
| ۷   | برنلی              | ۲۶   |  | ۹   | ۱     | ۳    | ۳۴     | ۱۴       |  | ۲   | ۳     | ۸    | ۱۵     | ۳۱       |  | ۴۹     | ۴۵       | ۱٫۰۸۹      | +۴       |  | ۲۶     |
| ۸   | نوتس کانتی         | ۲۶   |  | ۹   | ۳     | ۱    | ۴۱     | ۱۲       |  | ۲   | ۱     | ۱۰   | ۱۴     | ۳۹       |  | ۵۵     | ۵۱       | ۱٫۰۷۸      | +۴       |  | ۲۶     |
| ۹   | بلکبرن راورز       | ۲۶   |  | ۸   | ۳     | ۲    | ۳۹     | ۲۶       |  | ۲   | ۳     | ۸    | ۱۹     | ۳۹       |  | ۵۸     | ۶۵       | ۰٫۸۹۲      | –۷       |  | ۲۶     |
| ۱۰  | دربی کانتی         | ۲۶   |  | ۶   | ۳     | ۴    | ۲۸     | ۱۸       |  | ۴   | ۱     | ۸    | ۱۸     | ۳۴       |  | ۴۶     | ۵۲       | ۰٫۸۸۵      | –۶       |  | ۲۴     |
| ۱۱  | اکرینگتون          | ۲۶   |  | ۷   | ۳     | ۳    | ۲۴     | ۲۰       |  | ۱   | ۱     | ۱۱   | ۱۶     | ۵۸       |  | ۴۰     | ۷۸       | ۰٫۵۱۳      | –۳۸      |  | ۲۰     |
| ۱۲  | وست برومویچ آلبیون | ۲۶   |  | ۶   | ۳     | ۴    | ۳۷     | ۲۴       |  | ۰   | ۳     | ۱۰   | ۱۴     | ۳۴       |  | ۵۱     | ۵۸       | ۰٫۸۷۹      | –۷       |  | ۱۸     |
| ۱۳  | استوک سیتی         | ۲۶   |  | ۵   | ۰     | ۸    | ۱۹     | ۱۹       |  | ۰   | ۴     | ۹    | ۱۹     | ۴۲       |  | ۳۸     | ۶۱       | ۰٫۶۲۳      | –۲۳      |  | ۱۴     |
| ۱۴  | دارون              | ۲۶   |  | ۴   | ۱     | ۸    | ۳۱     | ۴۳       |  | ۰   | ۲     | ۱۱   | ۷      | ۶۹       |  | ۳۸     | ۱۱۲      | ۰٫۳۳۹      | –۷۴      |  | ۱۱     |

1. ↑  قهرمان جام حذفی - نیازی به گزینش دوباره ندارد.
2. ↑  دوباره گزینش نشد - برای پیوستن به دسته دوم دعوت شد.

| Key |                                  |
| --- | -------------------------------- |
|     | قهرمان لیگ                       |
|     | قهرمان جام حذفی                  |
|     | باشگاه‌های جدید (دارون را ببینید) |
|     | دوباره برگزیده شده               |
|     | دوباره برگزیده نشده              |

## نتایج
نتایج از وبگاه The Rec.Sport.Soccer Statistics Foundation  و از کتاب "روثمن تاریچه لیگ فوتبال انگلستان" برگرفته شده‌است.
| ميزبان / ميهمان۱   | آکر  | است | بلک | بول | برن | دار  | درب | اور | نوت | پرس | اسک | سان | وست | ولو |
| آکرینگتون          |      | ۳–۲ | ۱–۰ | ۰–۳ | ۱–۰ | ۱–۱  | ۱–۱ | ۱–۱ | ۲–۰ | ۱–۳ | ۳–۰ | ۳–۵ | ۴–۲ | ۳–۲ |
| استون ویلا         | ۱۲–۲ |     | ۵–۱ | ۱–۲ | ۶–۱ | ۷–۰  | ۶–۰ | ۳–۴ | ۵–۱ | ۳–۱ | ۲–۱ | ۵–۳ | ۵–۱ | ۳–۶ |
| بلکبرن راورز       | ۲–۲  | ۴–۳ |     | ۴–۰ | ۳–۳ | ۴–۰  | ۰–۲ | ۲–۲ | ۵–۴ | ۲–۴ | ۵–۳ | ۳–۱ | ۳–۲ | ۲–۰ |
| بولتون واندررز     | ۳–۴  | ۱–۲ | ۴–۲ |     | ۲–۰ | ۱–۰  | ۳–۱ | ۱–۰ | ۲–۰ | ۳–۰ | ۱–۱ | ۴–۳ | ۱–۱ | ۳–۰ |
| برنلی              | ۲–۱  | ۴–۱ | ۳–۰ | ۱–۲ |     | ۹–۰  | ۲–۴ | ۱–۰ | ۱–۰ | ۲–۰ | ۴–۱ | ۱–۲ | ۳–۲ | ۱–۱ |
| دارون              | ۵–۲  | ۱–۵ | ۳–۵ | ۱–۲ | ۲–۶ |      | ۲–۰ | ۳–۱ | ۲–۳ | ۰–۴ | ۹–۳ | ۱–۷ | ۱–۱ | ۱–۴ |
| دربی کانتی         | ۳–۱  | ۴–۲ | ۱–۱ | ۳–۲ | ۰–۱ | ۷–۰  |     | ۰–۳ | ۳–۰ | ۱–۲ | ۳–۳ | ۰–۱ | ۱–۱ | ۲–۱ |
| اورتون             | ۳–۰  | ۵–۱ | ۳–۱ | ۲–۵ | ۱–۱ | ۵–۳  | ۱–۲ |     | ۴–۰ | ۱–۱ | ۱–۰ | ۰–۴ | ۴–۳ | ۲–۱ |
| نوتس کانتی         | ۹–۰  | ۵–۲ | ۲–۲ | ۲–۰ | ۵–۱ | ۵–۰  | ۲–۱ | ۱–۳ |     | ۲–۰ | ۱–۱ | ۱–۰ | ۴–۰ | ۲–۲ |
| پرستون نورث اند    | ۴–۱  | ۰–۱ | ۳–۲ | ۴–۰ | ۵–۱ | ۴–۰  | ۳–۰ | ۴–۰ | ۶–۰ |     | ۳–۲ | ۳–۱ | ۱–۰ | ۲–۰ |
| استوک سیتی         | ۳–۱  | ۲–۳ | ۰–۱ | ۰–۱ | ۳–۰ | ۵–۱  | ۲–۱ | ۰–۱ | ۱–۳ | ۰–۱ |     | ۱–۳ | ۱–۰ | ۱–۳ |
| ساندرلند           | ۴–۱  | ۲–۱ | ۶–۱ | ۴–۱ | ۲–۱ | ۷–۰  | ۷–۱ | ۲–۱ | ۴–۰ | ۴–۱ | ۴–۱ |     | ۴–۰ | ۵–۲ |
| وست برومویچ آلبیون | ۳–۱  | ۰–۳ | ۲–۲ | ۰–۲ | ۱–۰ | ۱۲–۰ | ۴–۲ | ۴–۰ | ۲–۲ | ۱–۲ | ۲–۲ | ۲–۵ |     | ۴–۳ |
| ولورهمپتون واندررز | ۵–۰  | ۲–۰ | ۶–۱ | ۱–۲ | ۰–۰ | ۲–۲  | ۱–۳ | ۵–۱ | ۲–۱ | ۳–۰ | ۴–۱ | ۱–۳ | ۲–۱ |     |

منبع: 
۱تیمهای میزبان در جدول عمودی و میهمان در جدول افقی.
رنگ ها: آبی = برد در خانه خود; زرد = مساوی; قرمز = باخت در خانه خود.

## روند گزینش دوباره تیم‌ها
قرار بود تا دو تیم به تعداد تیم‌های حاضر در فصل بعد افزوده شود. از بین چهارتیم آخر جدول که باید دوباره برگزیده می شدند، وست برومویچ آلبیون به عنوان قهرمان جام حذفی بدون نیازبه گزینش دوباره به تیم‌های فصل بعد پیوست. دو تیم از سه تیم دیگرنیز دوباره برگزیده شدند.درنهایت سه تیم جدید برای حضور در لیگ سال آینده انتخاب شدند.پس رای‌گیری نتایج زیر به دست آمد:
| تیم                                                           | شمار رای‌ها | نتیجه                        |
| ------------------------------------------------------------- | ---------- | ---------------------------- |
| د ونزدی                                                       | ۱۰         | برای حضور در لیگ برگزیده شد  |
| ناتینگهام فارست                                               | ۹          | برای حضور در لیگ برگزیده شد  |
| اکرینگتون                                                     | ۷          | دوباره برگزیده شد            |
| استوک سیتی                                                    | ۶          | دوباره برگزیده شد            |
| نیوتون هیث                                                    | ۶          | برای حضور در لیگ برگزیده شد  |
| شفیلد یونایتد                                                 | ۵          | برای حضور در لیگ برگزیده نشد |
| دارون                                                         | ۴          | دوباره برگزیده نشد           |
| بورتون سویفتس                                                 | ۱          | برای حضور در لیگ برگزیده نشد |
| نیوکاسل است اند                                               | ۱          | برای حضور در لیگ برگزیده نشد |
| میدلزبورو / میدلزبورو آیرنوپولیس (دو باشگاه با هم ترکیب شدند) | ۱          | برای حضور در لیگ برگزیده نشد |
| لیورپول کالدونیان                                             | ۰          | برای حضور در لیگ برگزیده نشد |

| Key |                                                                   |
| --- | ----------------------------------------------------------------- |
|     | دوباره برگزیده شد                                                 |
|     | برای حضور در لیگ برگزیده نشد                                      |
|     | برای حضور در لیگ برگزیده نشد؛ برای حضور در لیگ دسته دو دعوت شدند. |
|     | برای حضور در لیگ برگزیده نشد                                      |

بعدها هنگامیکه دسته دوم به لیگ افزوده شد، دارون برای حضور در لیگ دسته دو برگزیده شد، گرچه این تیم تنها در یک فصل دیگر در دسته اول حضور داشت و دیگر در لیگ فوتبال حضور پیدا نکرد. دیگر تیم‌ها از لیگ فوتبال آلیانس به لیگ دسته دوم وارد شدند.